# 生光学園中学校・高等学校
生光学園中学校・高等学校（せいこうがくえんちゅうがっこう・こうとうがっこう）とは、徳島県徳島市応神町中原にある私立中学校・高等学校。

## 沿革
- 1947年 - 生光商業専門学校設立。
- 1952年 - 財団法人生光学園設立（1954年に学校法人生光学園に改組）。
- 1962年 - 生光幼稚園開園。
- 1966年 - 生光小学校開校。
- 1973年 - 生光中学校開校。
- 1979年 - 生光高等学校開校。
- 1984年 - 校名を生光高等学校から生光学園高等学校に変更（幼稚園・小学校・中学校も同様）。

## 特色
- 少人数教育
- 基礎学力の充実
- 国際理解を身につける独創的な英語教育
- 挨拶・マナー

また、1986年に「三ない運動」後としては全国で初めてバイク通学を解禁したことで知られており、本田技研工業の協力の下交通安全教育を授業に取り入れている。
徳島県の私立高校で唯一硬式野球部があり、四度決勝に進出しているが甲子園への出場経験はまだない。

## 出身者

### 野球
- 河田直人（元高知ファイティングドッグス・富山GRNサンダーバーズ選手）
- 木下雄介（元中日ドラゴンズ選手）
- 武田久（元北海道日本ハムファイターズ選手）
- 弦本悠希（元広島東洋カープ選手）
- 原田健二（元日本ハムファイターズ・阪神タイガース選手）
- 武岡大聖（元徳島インディゴソックス）
- 中山晶量（北海道日本ハムファイターズ）＊中学のみ

### サッカー
- 西谷正也（元コンサドーレ札幌選手）
- 藤川康司（元カターレ富山選手）
- 藤原志龍（徳島ヴォルティス選手）

### 陸上
- 幸長慎一（陸上競技選手）

### 競輪
- 犬伏湧也（119期　S級1班）[2]＊高校では野球部所属

## 関連学校
| 学校名         | 創立   | 備考             |
| -------------- | ------ | ---------------- |
| 生光学園小学校 | 1966年 | 旧名は生光小学校 |
| 生光学園幼稚園 | 1962年 | 旧名は生光幼稚園 |